# František Vejdovský
František Vejdovský (24. října 1849 Kouřim – 4. prosince 1939 Praha) byl český zoolog, profesor na Karlově univerzitě.

## Život
Po studiu akademického gymnázia vystudoval filozofickou fakultu. Habilitoval se na české technice a později na univerzitě v Neapoli.
V roce 1884 byl jmenován mimořádným, v roce 1886 řádným profesorem srovnávací anatomie, v roce 1902 řádným profesorem zoologie a ředitelem zoologického ústavu. V letech 1895 a 1896 byl děkanem filozofické fakulty, v letech 1912 a 1913 rektorem Karlovy univerzity. Na odpočinek odešel v roce 1921.

### Rodinný život
Byl ženat s Josefinou, rozenou Švagrovskou (1856—??), sestrou mecenáše Augusta Švagrovského. Manželé Vejdovští měli dva syny.

## Akademická dráha
Přednášel zoologii na Filosofické fakultě, kde se tehdy přírodní vědy studovaly. Zabýval se především bezobratlými živočichy. Jako první na světě popsal kmen vodních nitkovitých živočichů – strunovců.
Mezi jeho žáky patřil i zakladatel pražské Zoo Jiří Janda, který byl v letech 1889–1893 i jeho asistentem a demonstrátorem.

## Dílo
Odborné publikace vydával František Vejdovský v češtině i v němčině.

### Knižní vydání v češtině
- Příspěvky k biologii Bonellie (Bonellia viridis Rol.) (V Praze, Nákladem přírodovědeckého klubu, 1879)
- O bakteriích (rozprava, V Praze, J. Otto, 1882)
- Živočišné organismy studničných vod v Praze, skoumání Fr. Vejdovského (V Praze, F. Vejdovský  V komisi knihkupectví Františka Řivnáče, 1882)
- Zrání, oplození a rýhování vajíčka (V Praze, Nákladem Jubilejního fondu král. české společnosti nauk, 1887)
- O tření mihule (Petromyzon Planeri) (V Praze, Nákladem Kralovské české společnosti nauk, V kommissi u Fr. Řivnáče, 1893)
- Příspěvek k dějinám české literatury biologické (V Praze, vl. nákl., 1898)
- Zoologie všeobecná i soustavná. Díl I, Zoologie všeobecná (V Praze, J. Otto, 1898)
- K ústrojnosti a vývoji bakterií (Praha, Král. čes. společ. nauk, 1901)
- Morfologie tzv. žlázy tykadlové a skořápečné (Praha : Král. čes. společ. nauk, 1901)
- Nové zprávy o ústrojnosti bakterií ... zvláště o jádru a jeho dělení (Praha, Král. čes. společ. nauk, 1903)
- O původu a osudech tzv. jádra žloutkového (č. jádra Balbianiho) a významu centriol při umělé parthenogenesi (Praha : Král. čes. společ. nauk, 1904)
- O významu mesenchymových myoblastů intravasálných (Praha, Král. čes. společ. nauk, 1904)
- O zvláštním případu fagocytosy (Praha, Král. čes. společ. nauk, 1904)
- Podélná kopulace chromosomů jakožto podklad pro analysi jádra buněčného (Praha, Král. čes. společ. nauk, 1908)
- Nález monosomu u ssavců (Praha, Král. čes. společ. nauk, 1909)
- Možno-li mitochondrie vykládati za hmotu dědivou? (Praha, Král. čes. společ. nauk, 1911)
- O dvou záhadách biologických (přednáška při příležitosti rektorské instalace, V Praze, Akademický senát čes. university, 1913)